# Villovela de Esgueva
Villovela de Esgueva es una localidad y una Entidad Local Menor situadas en la provincia de Burgos, Castilla la Vieja, en la comunidad autónoma de Castilla y León (España), comarca de Ribera del Duero, partido judicial de Aranda, ayuntamiento de Tórtoles.

## Geografía
Es una localidad de la provincia de Burgos (España), situada en el valle del río Esgueva, en la confluencia de la carretera BU-113 con la carretera CL-619. 
Esta localidad se encuentra en la comarca denominada Ribera del Duero.

## Situación administrativa
Villovela de Esgueva depende del Ayuntamiento de Tórtoles de Esgueva (520 habitantes censo INE 2005).

## Lugares de interés

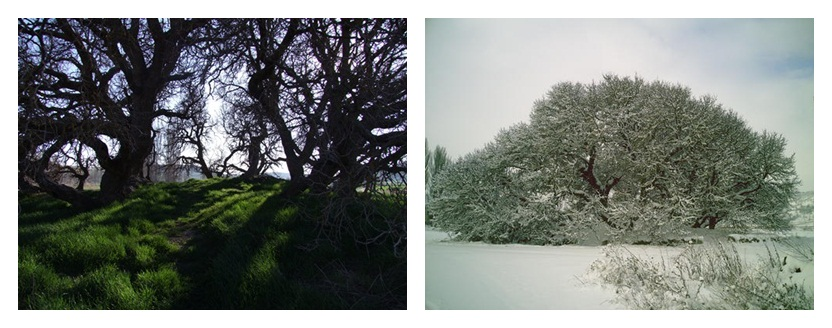
Moral de Villovela.

Destaca por su belleza el interior de su iglesia formada por dos templos uno gótico y otro románico decorado con un bonito retablo del siglo XVI, que se remonta a dicho siglo, e imágenes talladas de Santa Ana, La Virgen y el Niño. El coro es otra de las piezas maestras de indudable valor artístico. 
Al pasear por las calles de Villovela, encontraremos típicas casas ribereñas construidas con adobe y piedra. Además, Su economía está basada en la agricultura con cultivos de vid, remolacha y cereal.
Cerca de la ermita de Santa Lucía se encuentra un singular moral, registrado en el catálogo de árboles singulares de la provincia de Burgos.

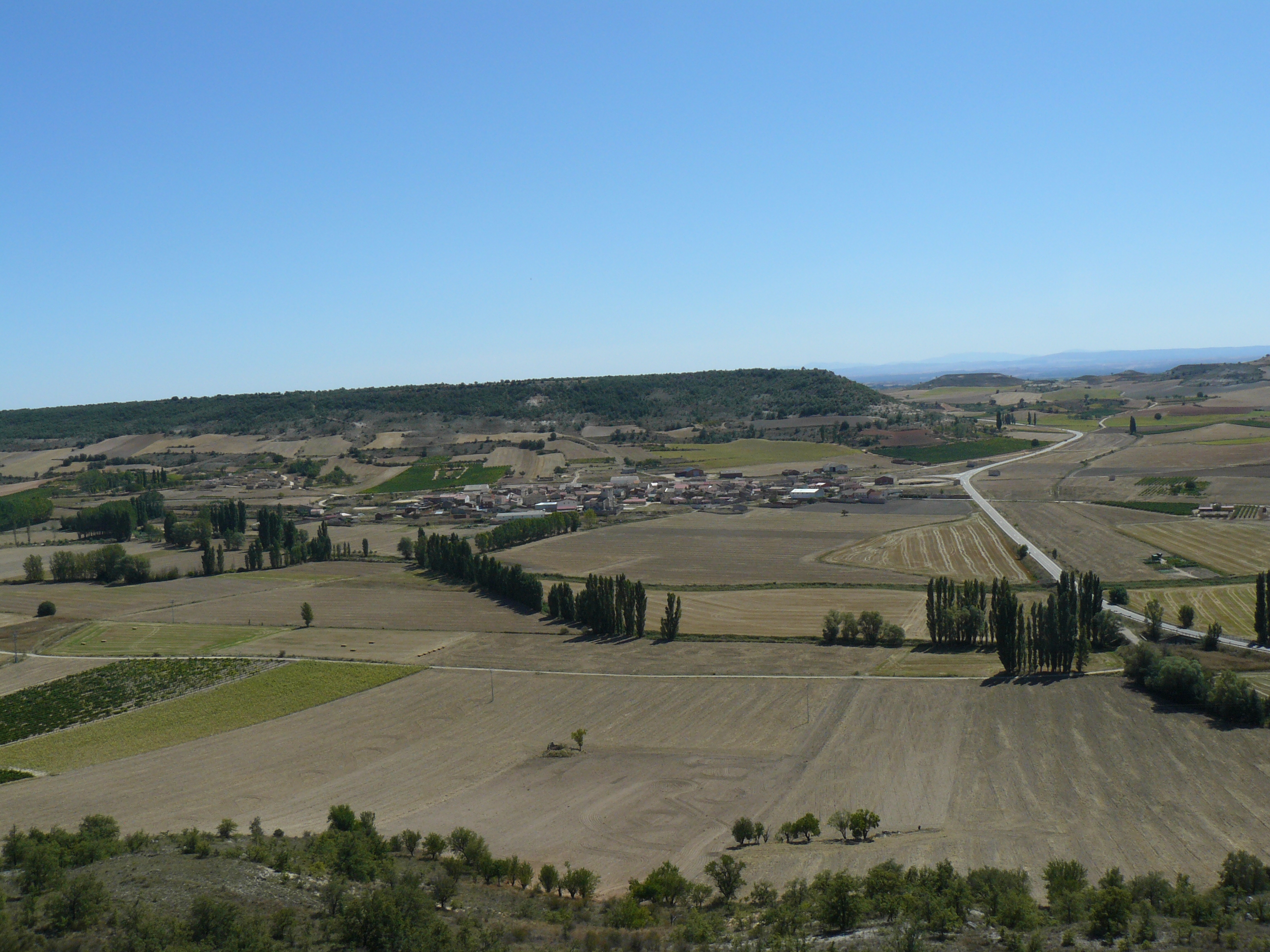
Vista panorámica

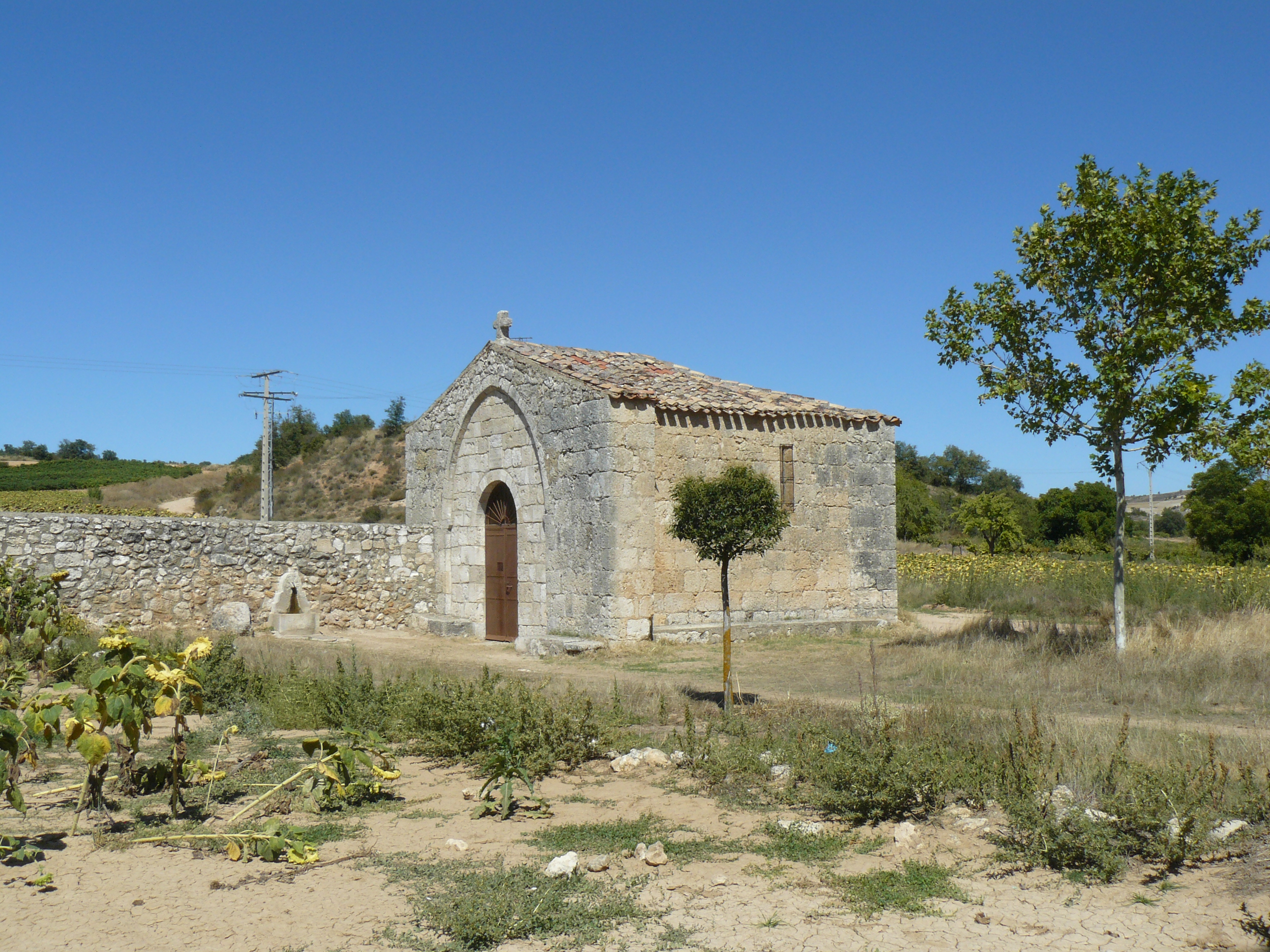
Ermita

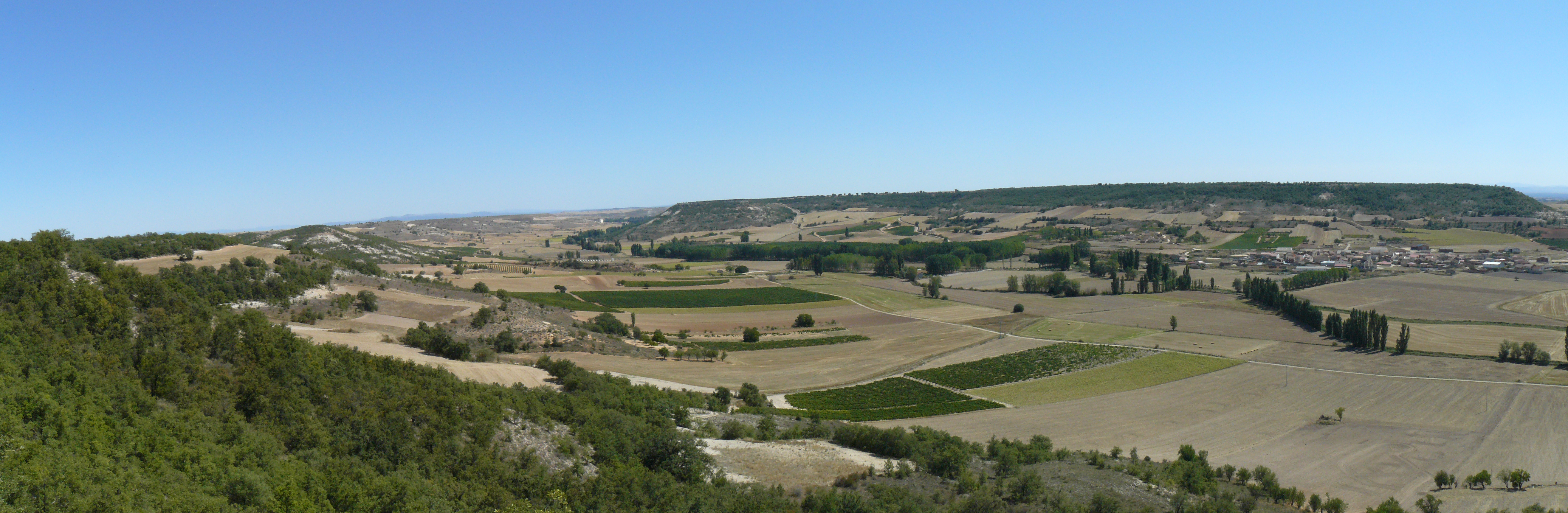
Villovela de Esgueva

ValleDeEsguevaJuntoAVillovela.jpg

## Historia
A la caída del Antiguo Régimen queda constituido en ayuntamiento constitucional, denominado entonces Villovela, en el partido de Roa perteneciente a la región de Castilla la Vieja que en el censo de la matrícula catastral contaba con 76 hogares y 306 vecinos. 
Este municipio desaparece en la década de los setenta al integrarse en Pedrosa de Duero, contaba entonces con 100 hogares y 314 habitantes de derecho. Su término municipal contaba con una extensión superficial de 1.915 hectáreas.

### sigloXIX
Así se describe a Villovela de Esgueva en la página 318 del tomo XVI del Diccionario geográfico-estadístico-histórico de España y sus posesiones de Ultramar, obra impulsada por Pascual Madoz a mediados del siglo XIX:

VILLOVELA

Villa con ayuntamiento en la provincia, audiencia territorial, capitanía general de Burgos (12 leguas), partido judicial de Roa (3), diócesis de Osma (14).
Situada en el valle de Esgueba; reinan con frecuencia los vientos del N y E; su clima es frío y húmedo por las continuas nieblas, y propenso a catarros y fiebres intermitentes.
Tiene 100 casas; escuela de instrucción primaria dotada con 740 reales de vellón; un pósito y un hospital; carnecería pública; una iglesia parroquial (San Miguel) servida por un cura párroco y un sacristán.
El término confina N y E Torresandino; S Olmedillo, y O Tortoles; en él se encuentran 3 ermitas dedicadas a Santa María, San Román y Santa Lucía.
El terreno es pantanoso, gredoso, pero de buena calidad para el cultivo de cereales y plantío de viñedo; tiene dos montes Sub-castillo y Solmonte con arbolado de robles; corre por él el río Esgueba.
Los caminos son locales. El correo se recibe de Roa por medio de valijero, los miércoles, viernes y domingos y se despacha los martes y viernes.
Producciones: cereales, legumbres y vino; cría ganado lanar y vacuno, y caza de liebres y perdices.
Población: 88 vecinos [entendido como contribuyentes, generalmente padre de familia], 327 almas [entendido como habitantes].

Capital productivo: 1.716.500 reales. Imponible: 165.545. Contribución: 10.309 reales 5 maravedíes.

## Demografía
| Gráfica de evolución demográfica de Villovela de Esgueva entre 1842 y 1970 |
| |
| Población de derecho según los censos de población del INE. Población de hecho según los censos de población del INE.En estos censos se denominaba Villovela: 1842, 1857 y 1860. Entre el censo de 1981 y el anterior, este municipio desaparece porque se integra en el municipio Tórtoles de Esgueva. |

## Parroquia
Iglesia católica de San Miguel Arcángel, dependiente de la parroquia de Tórtoles en el arciprestazgo de Roa, diócesis de Burgos.

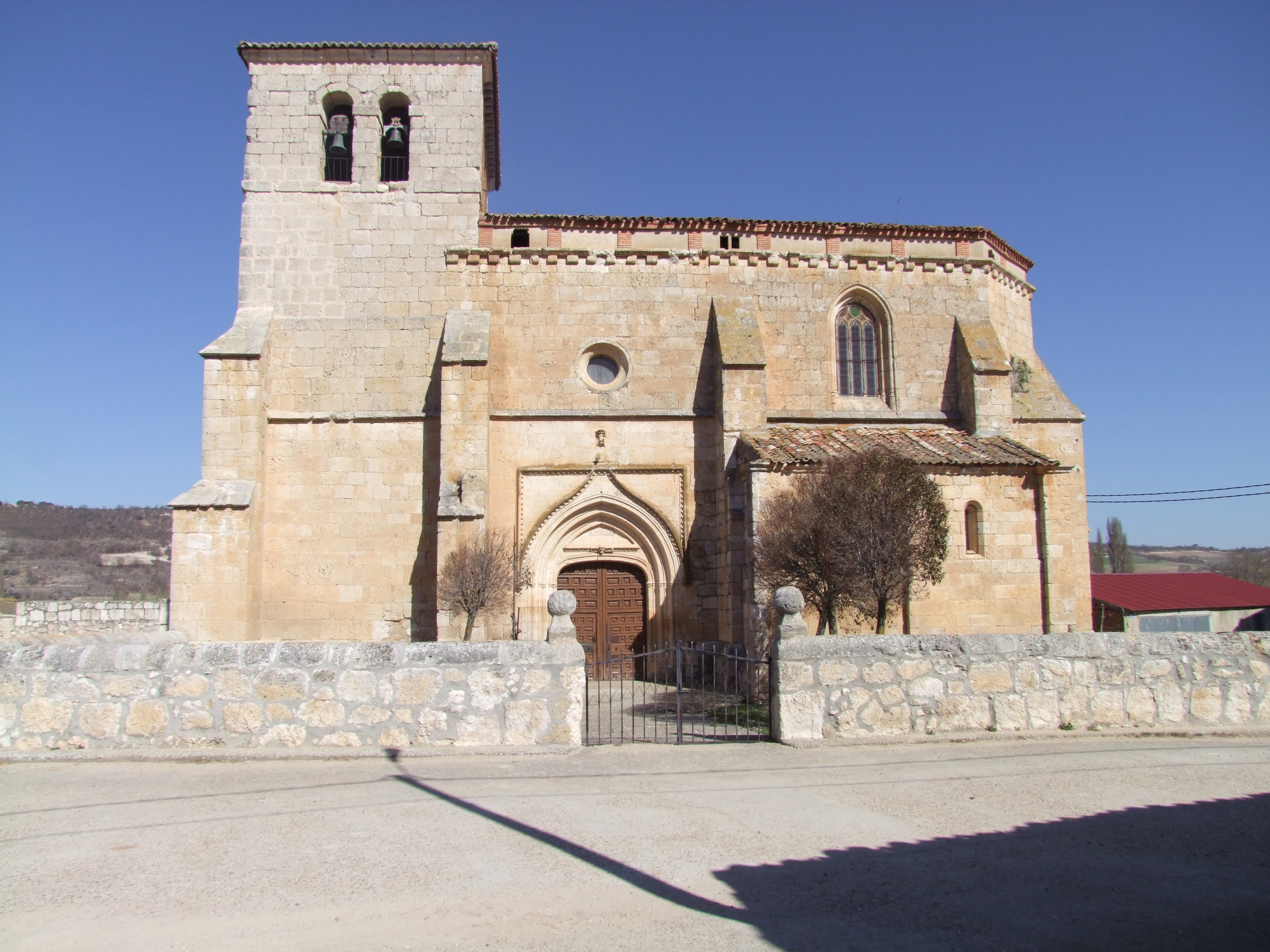
Iglesia de Villovela de Esgueva